# Cappella Paolina
La cappella dei Santi Pietro e Paolo, più conosciuta con il nome di cappella Paolina (dal nome di papa Paolo III che la fece progettare, costruire e affrescare), è una cappella del Palazzo Apostolico nella Città del Vaticano.
Aveva funzioni di cappella "parva" palatina, cioè piccola, in contrapposizione alla cappella "magna", cioè la Cappella Sistina. Qui si esponeva il Santissimo Sacramento e, fino al conclave del 1559, veniva occasionalmente utilizzata per le votazioni. Ciò in alternativa alla Cappella Sistina, dalla quale è separata solo dalla Sala Regia.
Attualmente, la cappella è chiusa al pubblico e al di fuori del percorso dei Musei Vaticani in quanto luogo di culto privato del papa. Durante il conclave, essa è il luogo da cui parte la processione dei cardinali elettori diretta alla cappella Sistina e in cui, dopo il canto del Te Deum, il pontefice neoeletto sosta in preghiera personale prima di affacciarsi alla loggia delle benedizioni della basilica vaticana.

## Storia

### La costruzione e la realizzazione dell'apparato decorativo
Papa Paolo III Farnese venne eletto nel 1534; egli volle la realizzazione, all'interno del Palazzo Apostolico, di una cappella da affiancarsi a quella costruita da Sisto IV, per la custodia del Santissimo Sacramento.

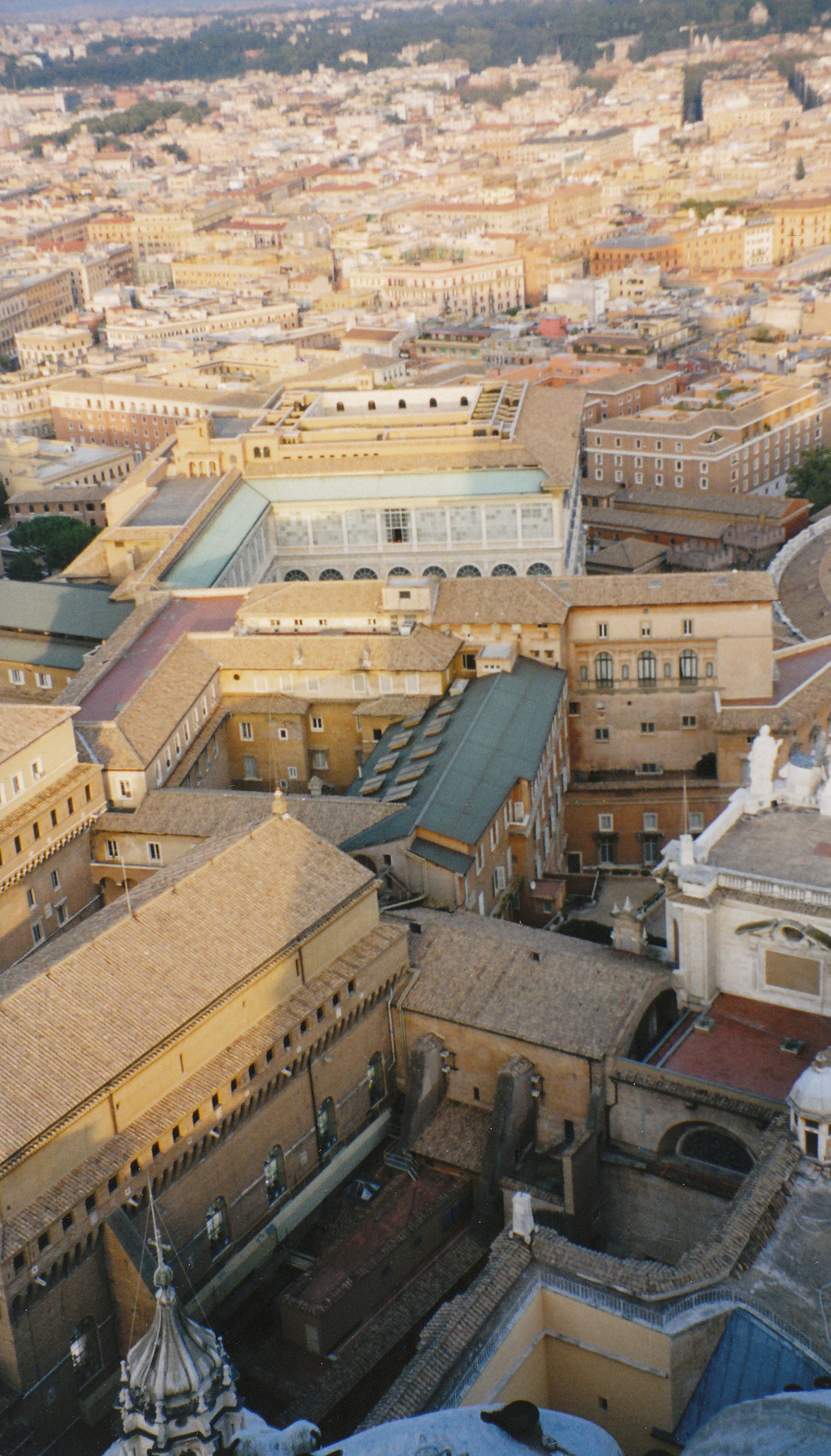
Veduta dalla cupola di San Pietro del Palazzo Apostolico: la cappella Paolina è in basso a destra.

Il progetto venne affidato all'architetto Antonio da Sangallo il Giovane, che Paolo III aveva nominato nel 1536 architetto di tutte le fabbriche pontificie; la costruzione iniziò nel 1537 per terminare tre anni dopo, nel 1540. Il 25 gennaio 1540, memoria liturgica della Conversione di san Paolo, la cappella venne solennemente consacrata dal pontefice e dedicata a san Paolo apostolo.
Appena concluso il lavoro al Giudizio universale nella Cappella Sistina, Paolo III incaricò Michelangelo, ormai ultrasessantenne, di decorare la cappella con affreschi, con storie dei primi apostoli. L'artista lavorò all'opera lentamente, per quanto gli era possibile tra acciacchi e impedimenti, mentre contemporaneamente lavorava alla tomba di Giulio II, terminata nel 1545. L'artista dipinse per la cappella Paolina due affreschi: il primo raffigurante la Conversione di Saulo, realizzato tra il 1542 e il 1545; il secondo la Crocifissione di Pietro, realizzato tra il 1546 e il 1550.
La decorazione della cappella venne poi completata durante il pontificato di Gregorio XIII da Lorenzo Sabbatini e Federico Zuccari, che raccontano altri episodi salienti della vita dei santi Pietro e Paolo. In quell'epoca vennero anche approntati decori in stucco dorati e policromi della volta, simili a quelli contemporanei dispiegati nella Galleria delle Carte Geografiche. Con i pontefici successivi, in particolare al tempo di Alessandro VIII (1690) e poi di Benedetto XIV (1741), si ebbero interventi relativi alla parete di controfacciata e alla sistemazione dell'area presbiterale.

### Restauri successivi
Restauri e rifacimenti importanti si registrarono ancora sotto i pontificati di Benedetto XIV (1741, pulitura generale dei dipinti e degli stucchi ad opera di Domenico Spolia), Pio IX (1855-1856, nuova pulitura degli affreschi e realizzazione dell'affresco in controfacciata di Annibale Angelini), Leone XIII (rifacimento degli affreschi dell'abside e restauro della volta) e Pio XI (restauro degli affreschi di Michelangelo sotto la direzione di Biagio Biagetti).
L'ultimo intervento di rilievo è stato quello di Paolo VI (1974), effettuato in vista del Giubileo del 1975 sotto la direzione di Luigi e Giovanni Carbonara, che ha visto il radicale riordino dello spazio presbiterale in adesione alle abitudini liturgiche divenute comuni negli anni seguenti il Concilio Vaticano II, mediante la sostituzione dell'altare rivolto al tabernacolo con un nuovo altare staccato dalla parete, di forma ovale, sul quale celebrare guardando i fedeli. Venne inoltre eliminata la balaustra in legno per la comunione e collocato al suo posto un ambone in marmo scolpito. Il pavimento fu ricoperto da una moquette rossa, e così le pareti laterali fino all'altezza degli affreschi.

### Il restauro del 2002-2009
Nel 2002 è iniziato un importante restauro della cappella diretto da Arnold Nesselrath, finanziato dai Patrons of the Arts e condotto dal Laboratorio Restauro Dipinti dei Musei Vaticani sotto la supervisione di Maurizio De Luca; l'intervento ha interessato il recupero delle cornici originarie degli stucchi e degli affreschi, in particolare dei due dipinti di Michelangelo, dei quali si sono occupati direttamente De Luca (Crocifissione di Pietro) e Maria Ludmila Pustka (Conversione di Saulo), con la rimozione dovute a manomissioni successive.
Inoltre, durante i lavori è stato rimosso il rifacimento risalente al pontificato di Paolo VI: si è provveduto, con l'approvazione di papa Benedetto XVI che ha visitato il cantiere il 25 febbraio 2009, a ricomporre il vecchio altare marmoreo, staccandolo però dalla parete di fondo così da rendere possibile la celebrazione eucaristica sia “versus populum” che “versus crucem”; è stato tolto l'ambone e rimessa al suo posto la balaustra. Rimossa la moquette che copriva sia la parte inferiore delle pareti, sia il pavimento, queste ultime sono state restituite al loro aspetto originale.
Infine sono stati restituiti il pavimento marmoreo dell'epoca di Gregorio XVI e la zoccolatura delle pareti in finto marmo, realizzata sotto Pio IX, ed è stato realizzato un sofisticato e complesso impianto di illuminazione a LED con luce bianca con corpi illuminanti non visibili dal piano della cappella ad eccezione di quelli relativi agli otto angeli dadofori.
Il restauro è stato presentato il 30 giugno nella Sala Regia del Palazzo Apostolico con l'intervento, tra gli altri, del cardinale Giovanni Lajolo, presidente del Governatorato dello Stato della Città del Vaticano e di Antonio Paolucci, direttore dei Musei Vaticani.
Nell'Anno Paolino, la cappella è stata riaperta al culto il 4 luglio 2009 con la celebrazione dei primi vespri solenni della XIV domenica del Tempo ordinario, presiedutivi dal papa Benedetto XVI.

## Descrizione

### Ubicazione
La cappella Paolina si trova nella prima loggia (primo piano) del Palazzo Apostolico;
adiacente alla sala Regia, è situata parallela alla facciata della basilica di San Pietro, poggiante su un arco voltato a botte, con l'abside inglobata dentro l'edificio della basilica, al disopra della Pietà. Si accede all'ambiente tramite un portale che si apre nella parete meridionale della sala Regia, con timpano triangolare marmoreo sorretto da due colonne corinzie dello stesso materiale.

### Navata
La cappella è a navata unica, coperta con volta a padiglione lunettata e illuminata da una trifora a lunetta semicircolare sulla parete di destra e da due aperture circolari nella volta. Quest'ultima venne decorata da Perin del Vaga a partire dal 1542 e successivamente più volte modificata; il suo aspetto attuale è dovuto agli interventi del 1935-1936 e vede, incorniciati da stucchi, otto affreschi di Federico Zuccari, quattro tondi e quattro vele, raffiguranti Scene della vita degli apostoli Pietro e Paolo e, al centro, la Gloria di san Paolo. Dello stesso autore è l'affresco della lunetta della controfacciata, raffigurante la Liberazione di san Pietro dal carcere.
Ai lati del portale d'accesso, a ridosso della controfacciata, si trovano a sinistra un confessionale ligneo intagliato del XX secolo e, a destra, una preziosa acquasantiera; quest'ultima venne donata nel 1877 dalla Guardia nobile a papa Pio IX ed è costituita da un basamento in marmo nero di Aquitania sul quale poggiano due putti in bronzo che reggono una vasca in marmo rosso antico di Turchia.
Ai quattro angoli delle pareti della navata trovano luogo quattro coppie di angeli dadofori, in stucco, realizzati tra il 1580 e il 1581 da Prospero Antichi. Le pareti sono decorate con affreschi; mentre in controfacciata si trova un trompe-l'œil raffigurante una finta architettura, opera di Annibale Angelini, le due pareti laterali presentano ciascuna tre affreschi intervallati da lesene corinzie scanalate: gli affreschi della parete di destra sono incentrati sulla figura dell'apostolo Pietro e raffigurano al centro la Crocifissione di san Pietro di Michelangelo (1546-1550), verso la controfacciata la Caduta di Simon Mago di Lorenzo Sabatini (1573-1576) e verso il presbiterio il Battesimo del centurione Cornelio di Federico Zuccari (1580-1585 circa); gli affreschi della parete di sinistra, invece, sono incentrati sulla figura dell'apostolo Paolo e raffigurano al centro la Conversione di Saulo di Michelangelo (1542-1545), affiancata dai due dipinti di Lorenzo Sabatini (1573-1576) Lapidazione di santo Stefano verso la controfacciata, e Battesimo di Paolo in casa di Anania verso il presbiterio.
In un periodo caratterizzato dal costante pensiero della morte Michelangelo eseguì gli affreschi della cappella Paolina. La scelta dei soggetti rimandava duplicemente alla figura del committente, papa Paolo III: il nome del papa era simbolo della sua devozione verso san Paolo, mentre il suo ruolo di pontefice massimo rimandava a san Pietro. L'affresco della conversione di Saulo stabiliva quindi un parallelismo tra l'elezione del papa ad opera del conclave e la chiamata di Saulo, avvenuta per l'intervento diretto di Cristo. A ciò si contrapponeva, con la crocifissione di san Pietro, l'immagine del martirio come conseguenza radicale della vita apostolica al servizio di Gesù.

### Abside

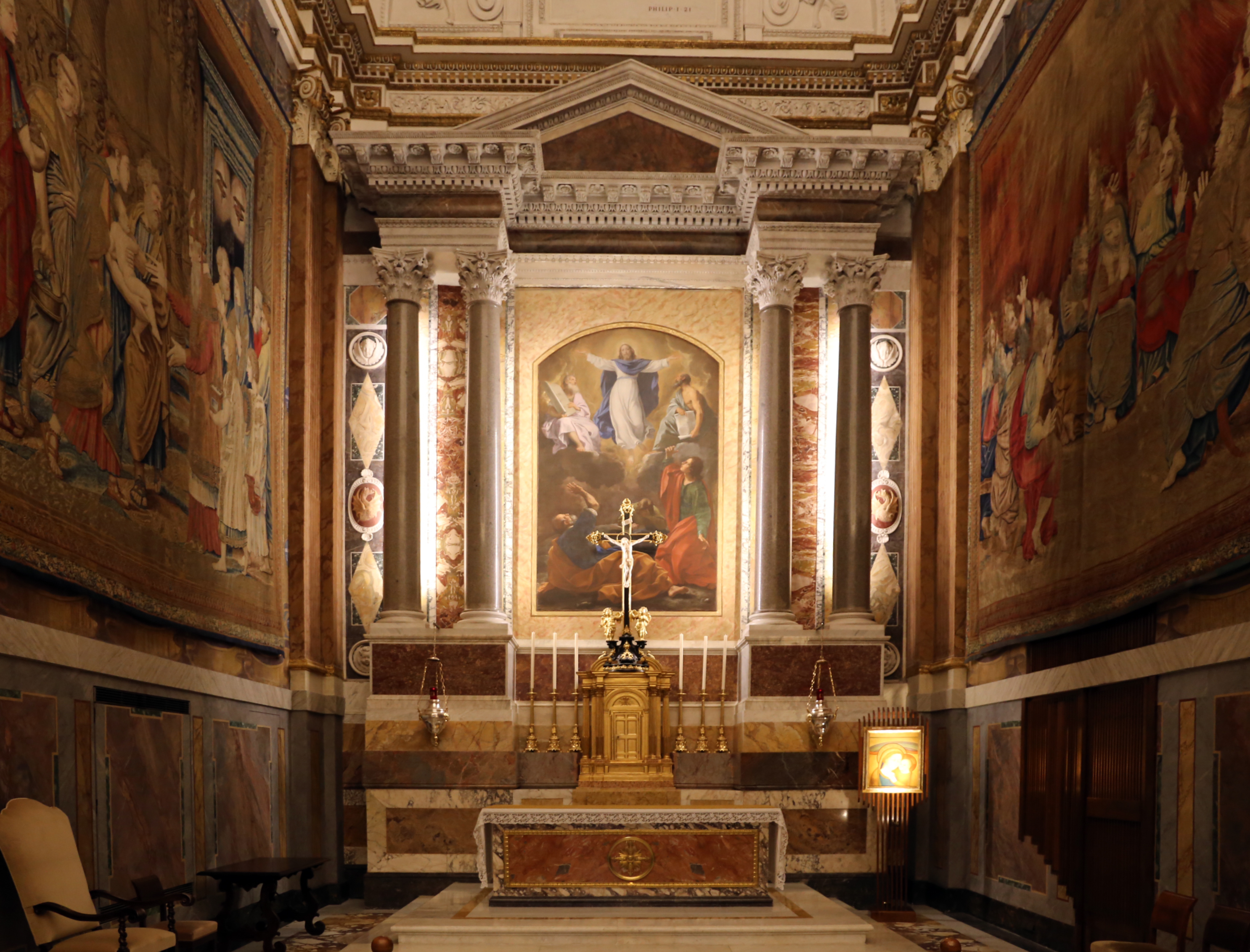
L'altare.

La navata termina con l'abside, a pianta rettangolare, illuminata da una lanterna a pianta circolare che si apre al centro della volta, quest'ultima caratterizzata da una ricca decorazione in stucco a lacunari; nella parete di fondo, in alto, vi è, all'interno di una cornice in stucco, una lapide marmorea quadrata che reca in lingua latina la frase di San Paolo Mihi [enim] vivere Christus est et mori lucrum (in italiano: Per me [infatti] il vivere è Cristo e il morire un guadagno - Lettera ai Filippesi 1,21). Le pareti laterali sono adornate da due arazzi raffiguranti la Presentazione di Gesù al Tempio (a sinistra) e la Pentecoste (a destra).
A ridosso della parete fondale vi è l'altare della cappella; questo è in marmi policromi, con timpano triangolare poggiante su un elaborato cornicione sorretto due coppie di colonne corinzie lisce; al centro, si trova una pala raffigurante la Trasfigurazione di Gesù, opera di Simone Cantarini che la realizzò nel 1645, ricollocata nell'ancona nel 2009, dopo che era stata rimossa da papa Leone XII per far posto ad un'immagine della Mater Boni Consilii. Alle spalle della mensa, leggermente staccata dal dossale e ripristinata durante i restauri del 2004-2009 in luogo di quella degli anni 1970, si trova il tabernacolo di notevoli dimensioni, del XVIII secolo, sormontato da un pregevole Crocifisso di fine Settecento con croce in legno d'ebano, corpo del Cristo in avorio e decorazioni in bronzo dorato.
L'area presbiterale, ad eccezione della zona in cui si trova la mensa, non è rialzata rispetto al resto della cappella, ma è delimitata da una balaustra lignea risalente agli interventi di restauro condotti sotto il pontificato di papa Leone XIII; la pavimentazione presenta inserti marmorei policromi geometrici, con al centro lo stemma di papa Leone XIII che sostituisce quello originario di Paolo V Borghese.

### Sagrestia
Alla sagrestia della cappella si accede tramite una porta situata in presbiterio, sulla destra dell'altare guardando verso l'abside. Al suo interno si trovano un crocifisso proveniente dalla stessa cappella e un pregevole lavabo in bronzo. Da essa si accede ad un ascensore che conduce nella cappella della Pietà della Basilica di San Pietro. Tale collegamento era stato previsto dallo stesso Michelangelo.

#### Organo a canne
Nella sagrestia si trova anche l'organo a canne, costruito dalla ditta organaria Pinchi nella seconda metà del XX secolo e già in opera al tempo del restauro del 1974.
Lo strumento è collocato a ridosso della parete meridionale dell'ambiente e la sua mostra, ceciliana, è costituita da canne di principale disposte ad ala fuori cassa, quest'ultima limitata al basamento. La consolle, indipendente, dispone di due tastiere di 61 note ciascuna e pedaliera concavo-radiale di 32 note, con i registri, le unioni e gli accoppiamenti azionati da placchette a bilico poste sopra il secondo manuale. L'organo è a trasmissione elettropneumatica e consta di 13 registri.

## Galleria d'immagini

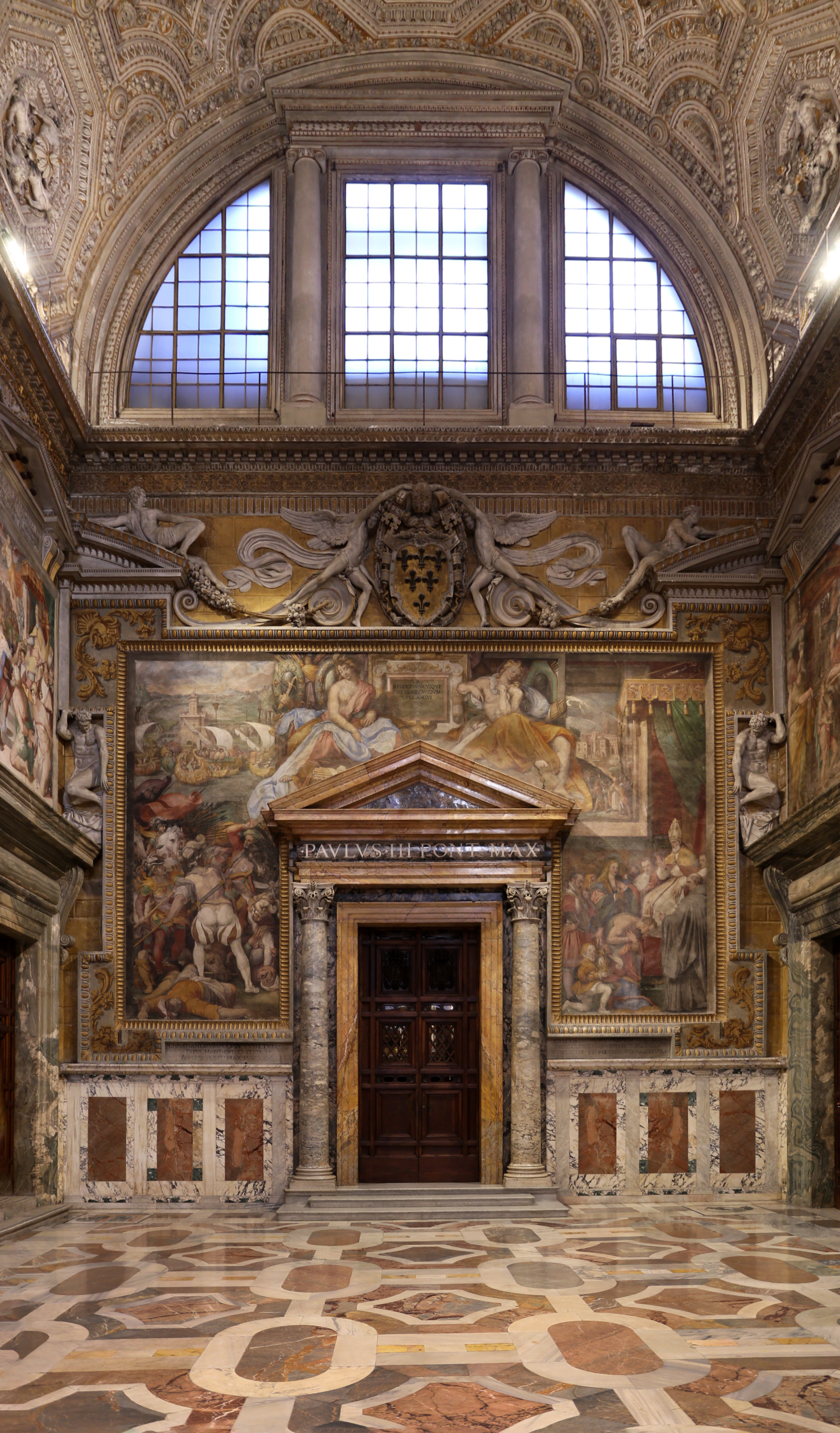
Parete meridionale della Sala Regia e portale della cappella
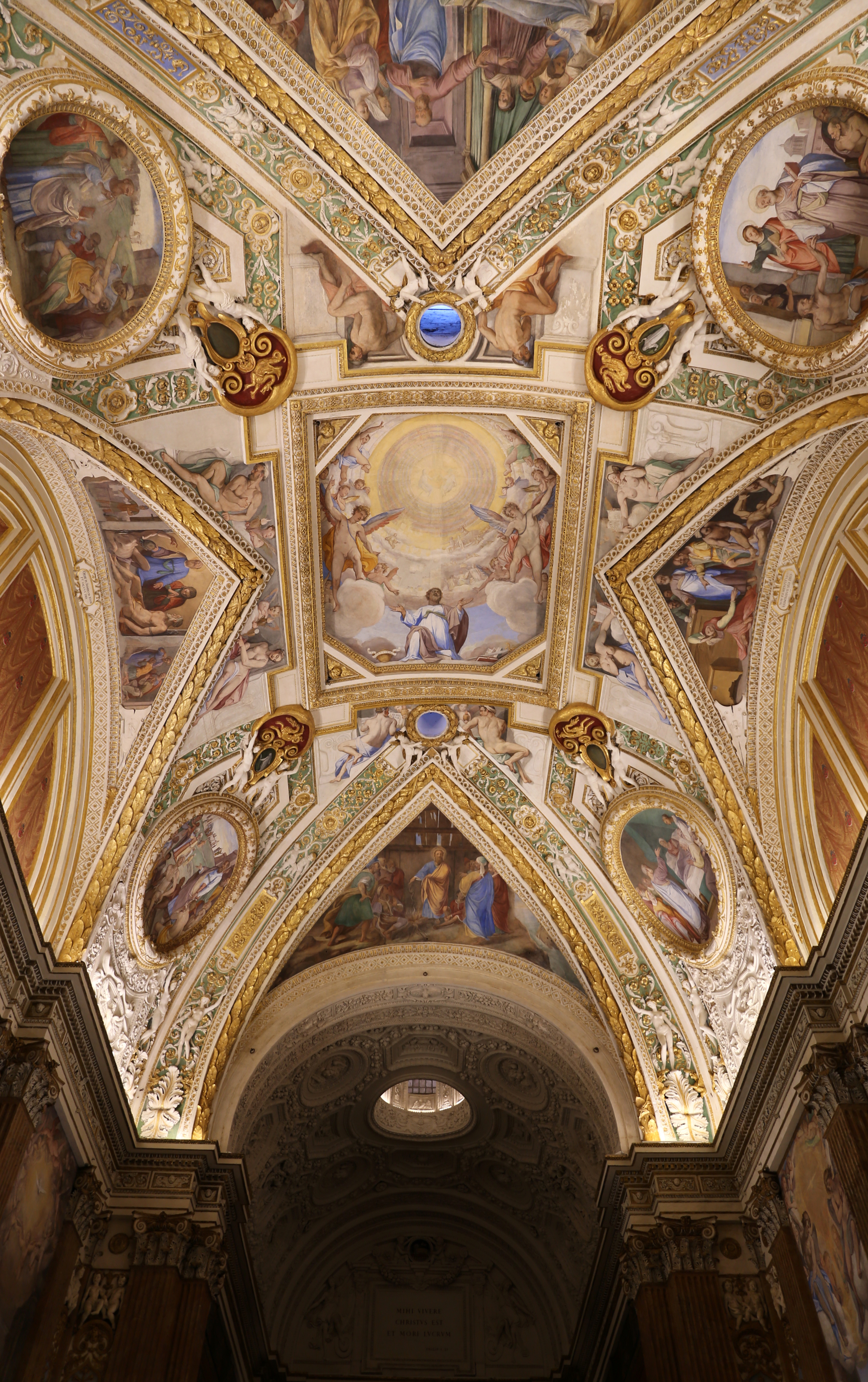
Volta della navata
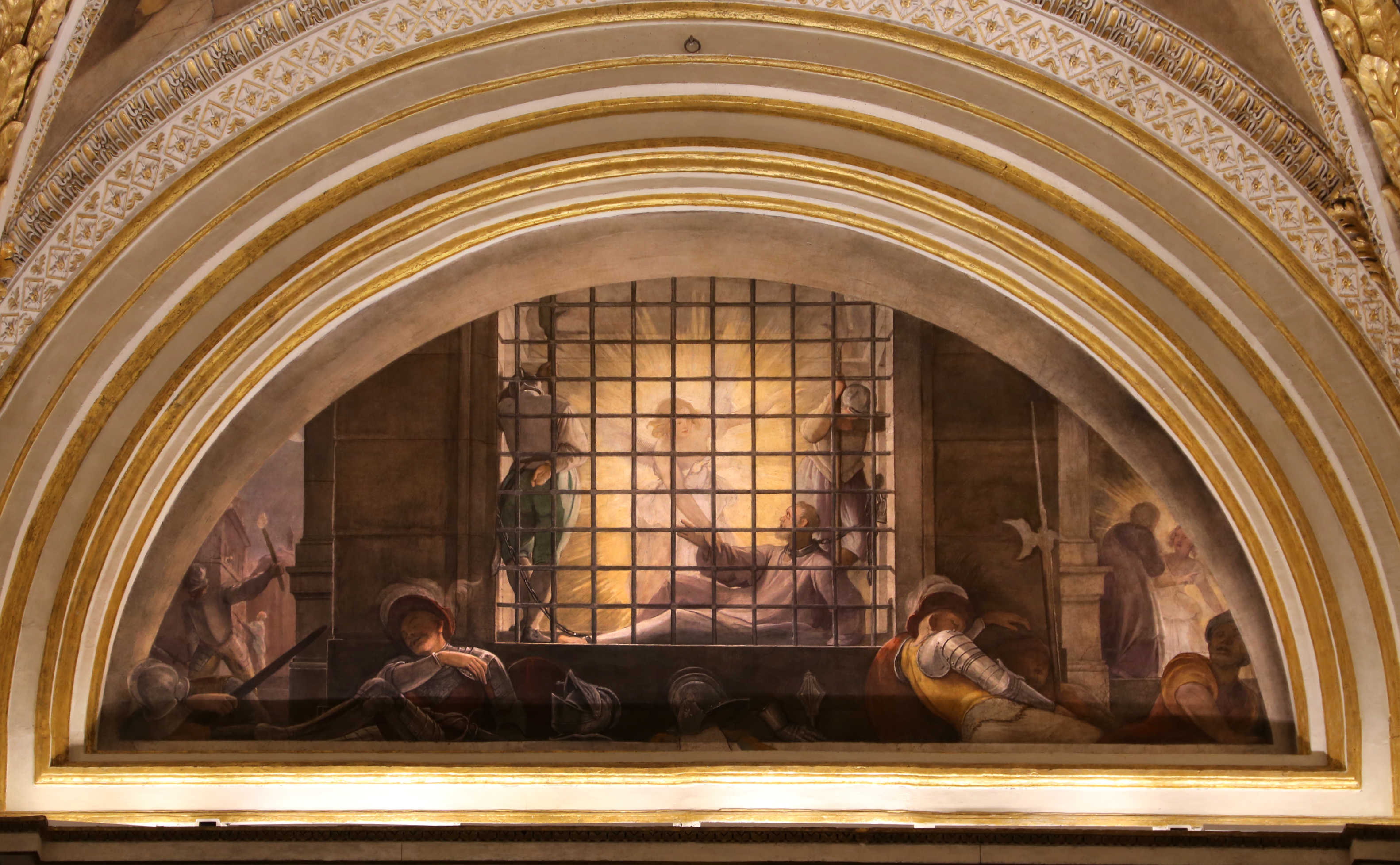
Liberazione di san Pietro dal carcere di Federico Zuccari
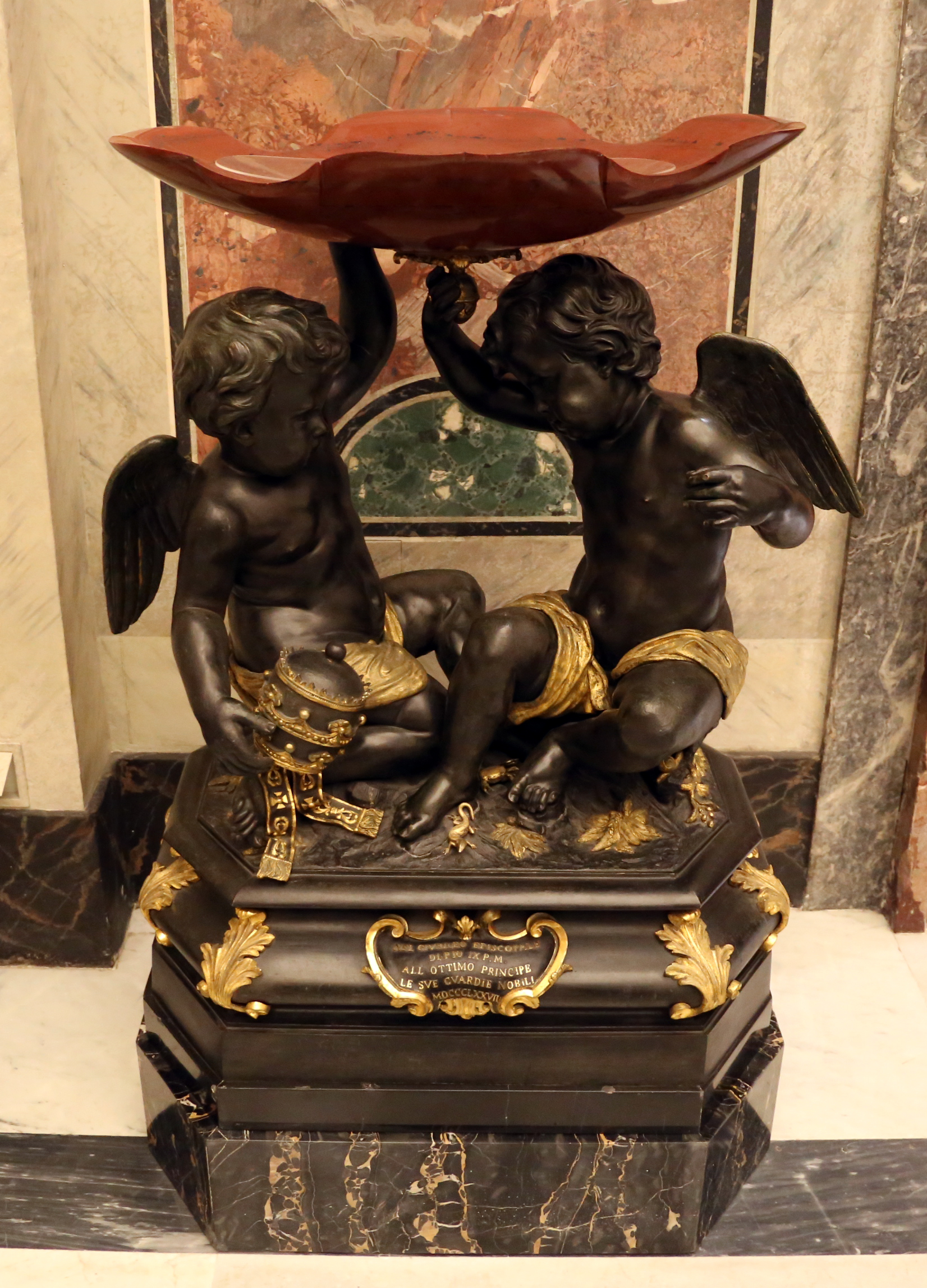
Acquasantiera
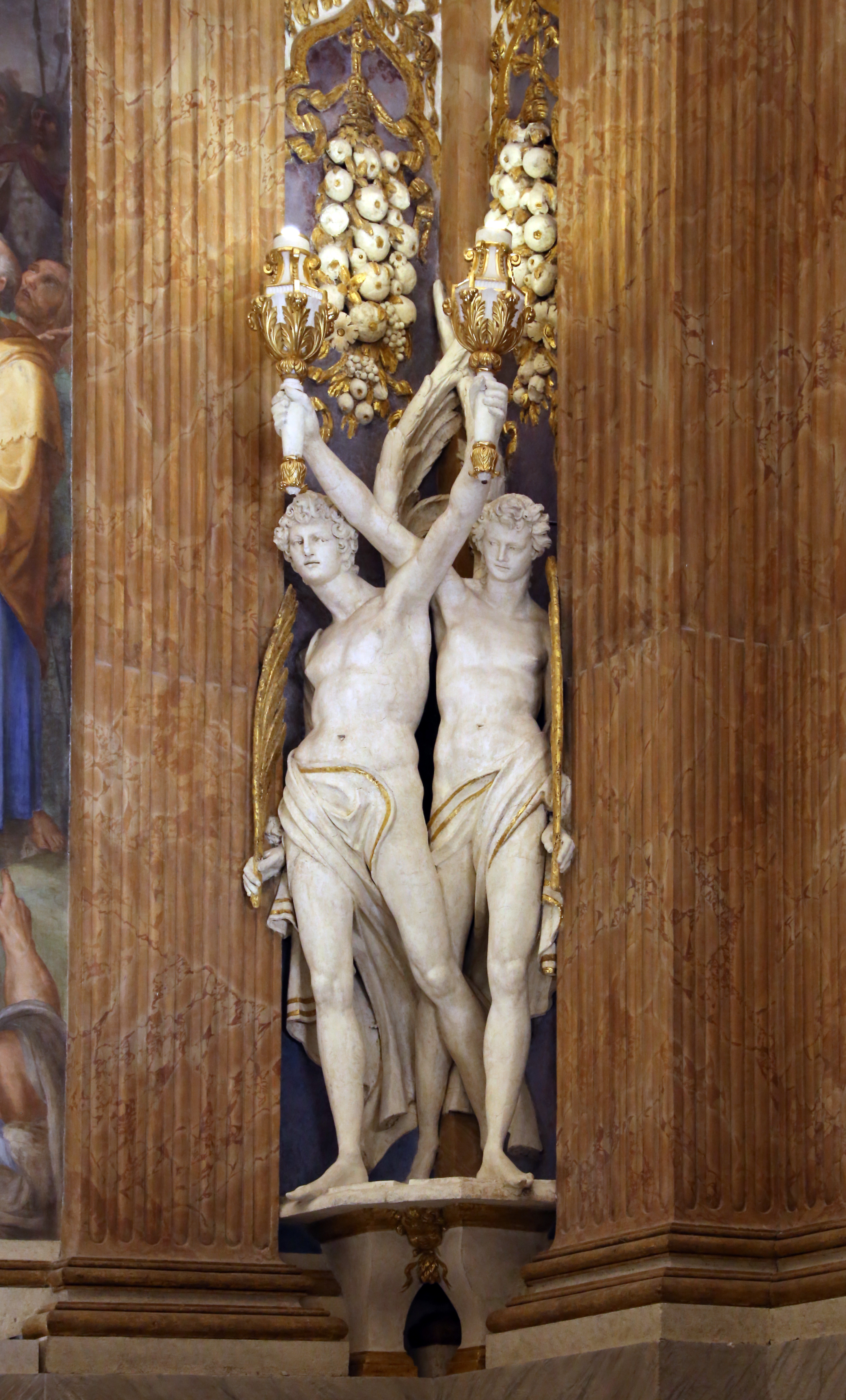
Angeli dadofori di Prospero Antichi
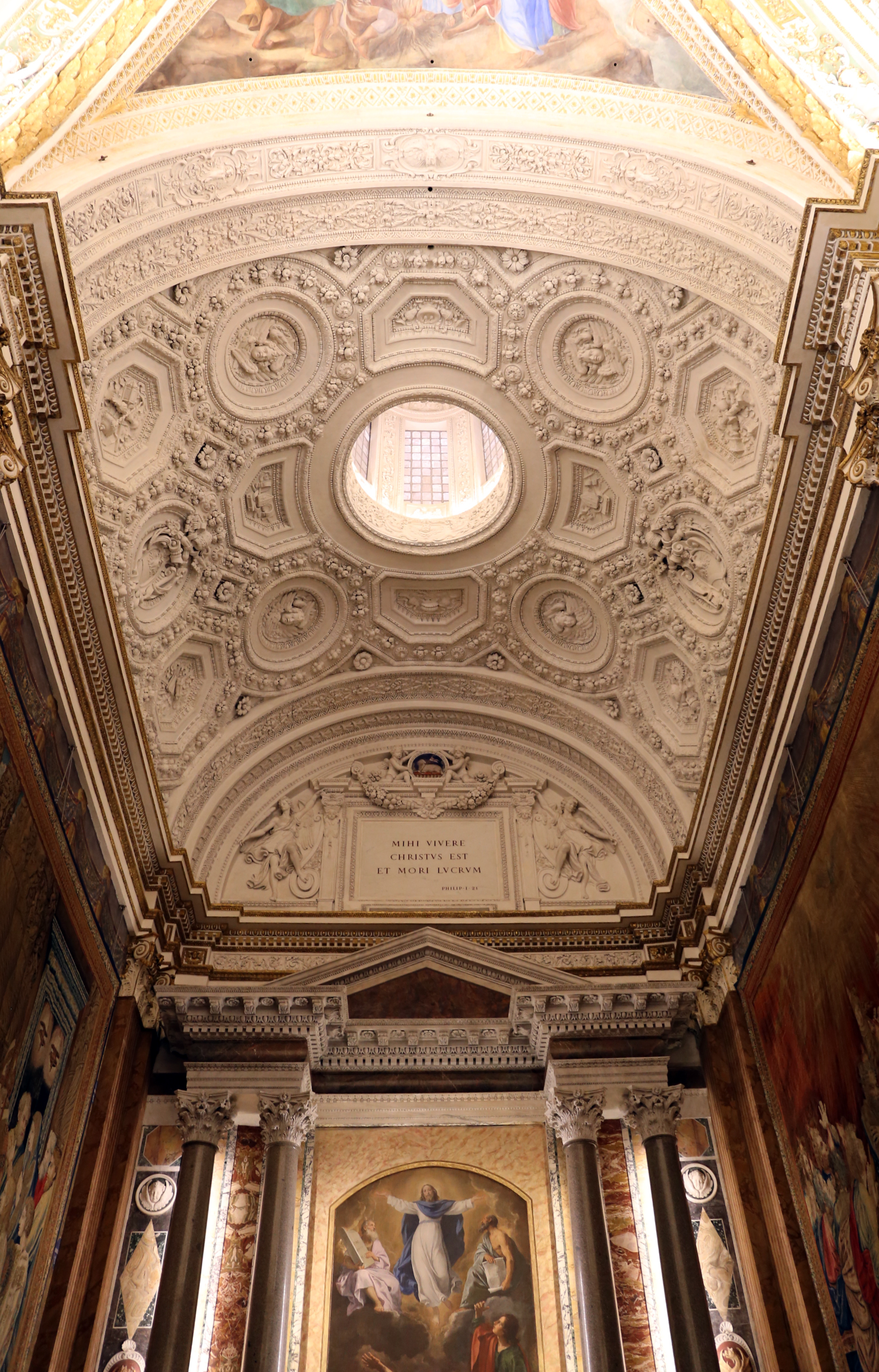
Volta dell'abside
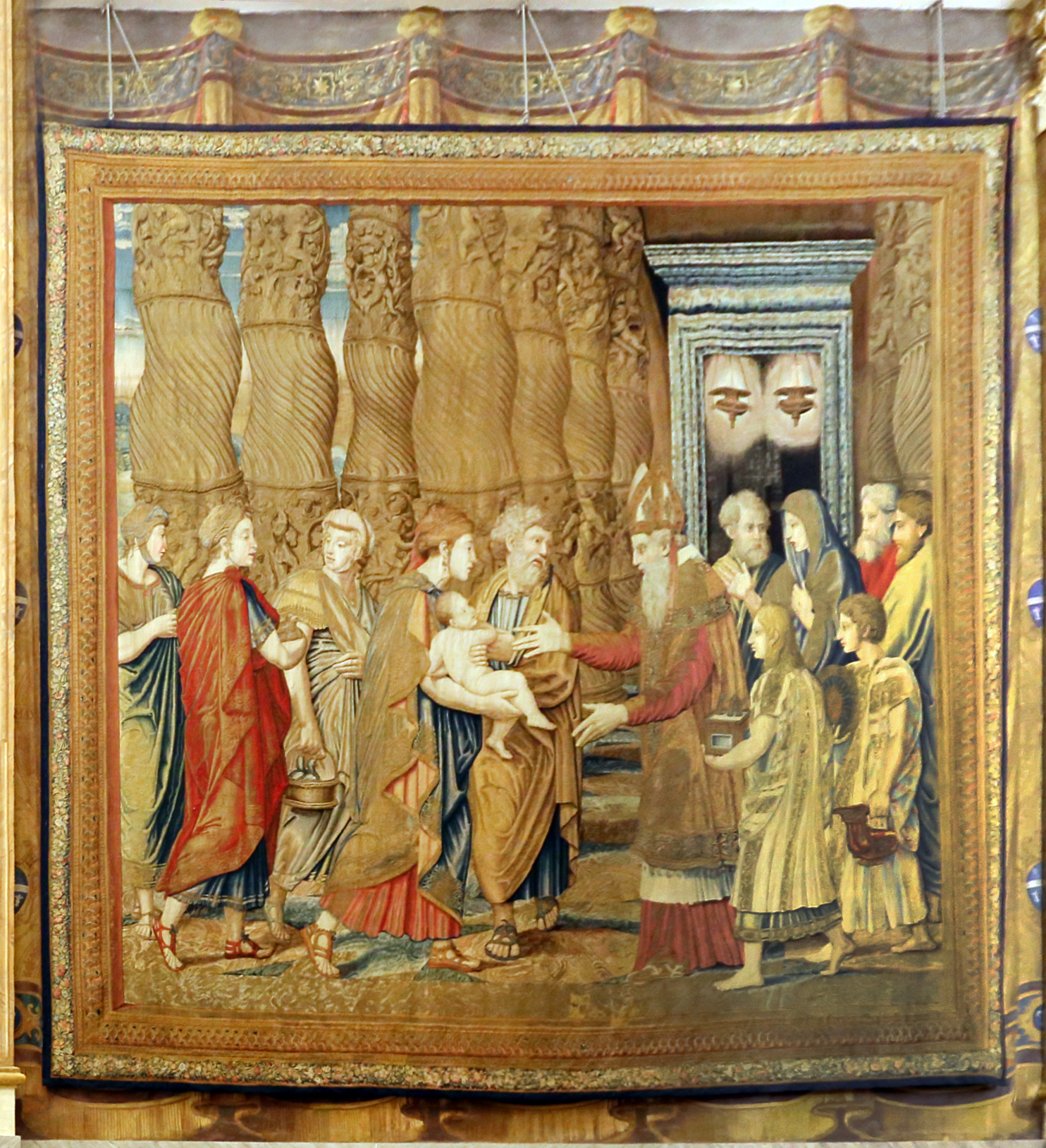
Arazzo della Presentazione di Gesù al Tempio
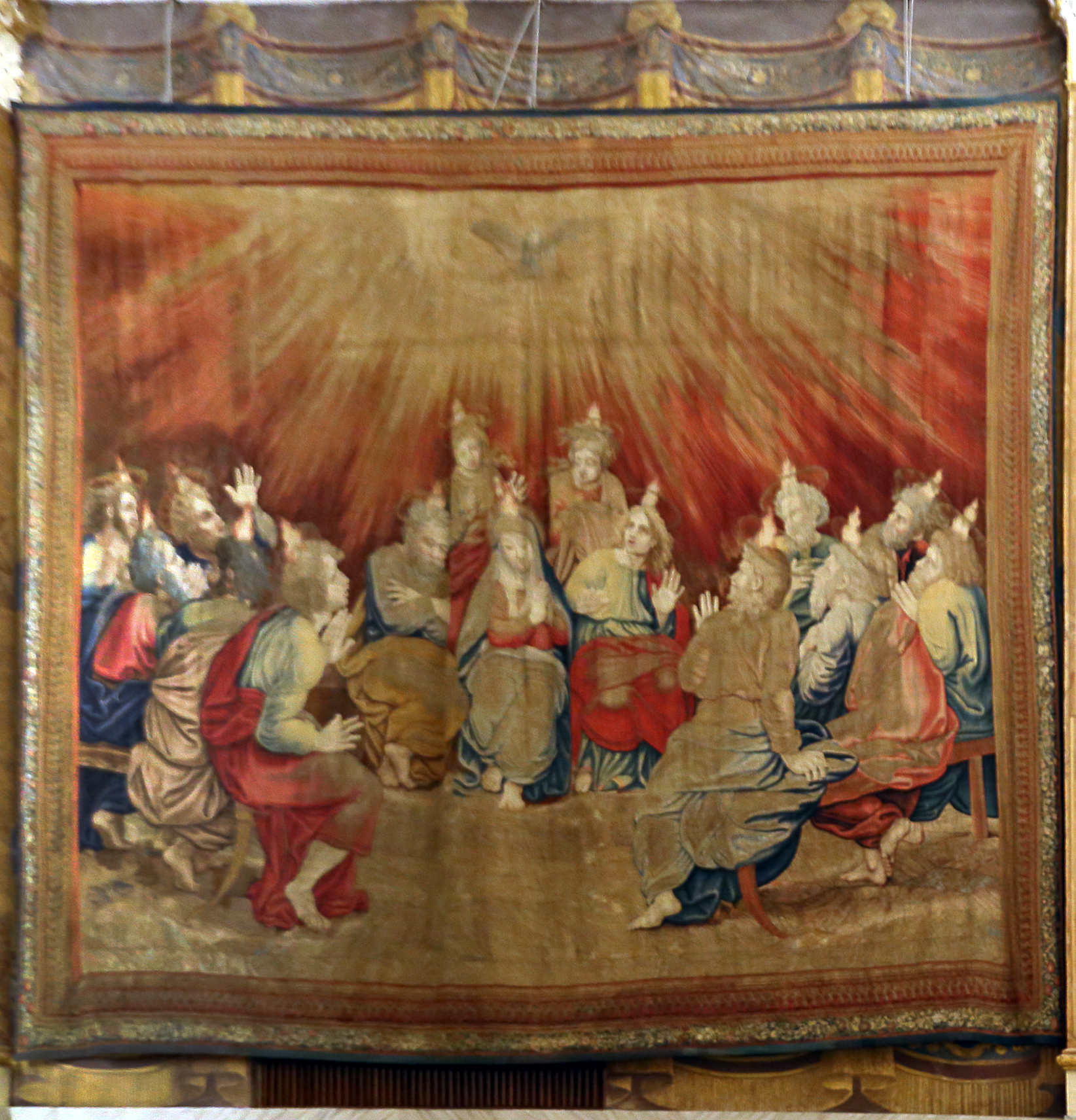
Arazzo della Pentecoste